# Рейнер, Алисия
Али́сия Ре́йнер (англ. Alysia Reiner; род. 21 июля 1970) — американская актриса, добившаяся успеха благодаря выступлениям на театральной сцене.

## Жизнь и карьера
Рейнер родилась в Гейнсвилле, штат Флорида. В начале 2000-х, она начала часто появляться в качестве гостя на телевидении в сериалах «Закон и порядок», «Закон и порядок: Специальный корпус» и «Закон и порядок: Преступное намерение», и в кино, в особенности в отмеченном наградами фильме 2004 года «На обочине». С тех пор она появилась в более тридцати фильмах, в основном, независимых, среди которых можно выделить роль в комедии 2014 года «Этот неловкий момент».
Наибольшей известности на экране, Рейнер добилась благодаря своей второстепенной гротескной роли властной начальницы тюрьмы Натали «Фиг» Фигероа в сериале Netflix «Оранжевый — хит сезона», которую она играла с 2013 года, и до окончания сериала в 2019 году. Осенью 2014 года она взяла на себя второстепенную роль прокурора в сериале производства Шонды Раймс «Как избежать наказания за убийство».

## Личная жизнь
С 1997 года Рейнер замужем за актёром Дэвидом Аланом Башем. У супругов есть дочь — Ливия Чарльз Баш (род. 05.12.2008).